# Magnavox Odyssey²
Magnavox Odyssey² — игровая приставка, выпущенная в 1978 году. В Европе известна как Philips Videopac G7000, в Бразилии — Philips Odyssey, в США — Magnavox Odyssey² и Philips Odyssey², а также под несколькими другими названиями.
В начале 1970-х компания Magnavox была инноватором индустрии домашних видеоигр. Они начали очень удачно, представив на рынке игровую приставку Odyssey, за которой последовал ряд моделей с некоторыми технологическими улучшениями. В 1978 году Magnavox (в это время она уже стала дочерней компанией North American Philips) выпустила Odyssey² — свою вторую игровую консоль, которую относят ко второму поколению игровых систем.

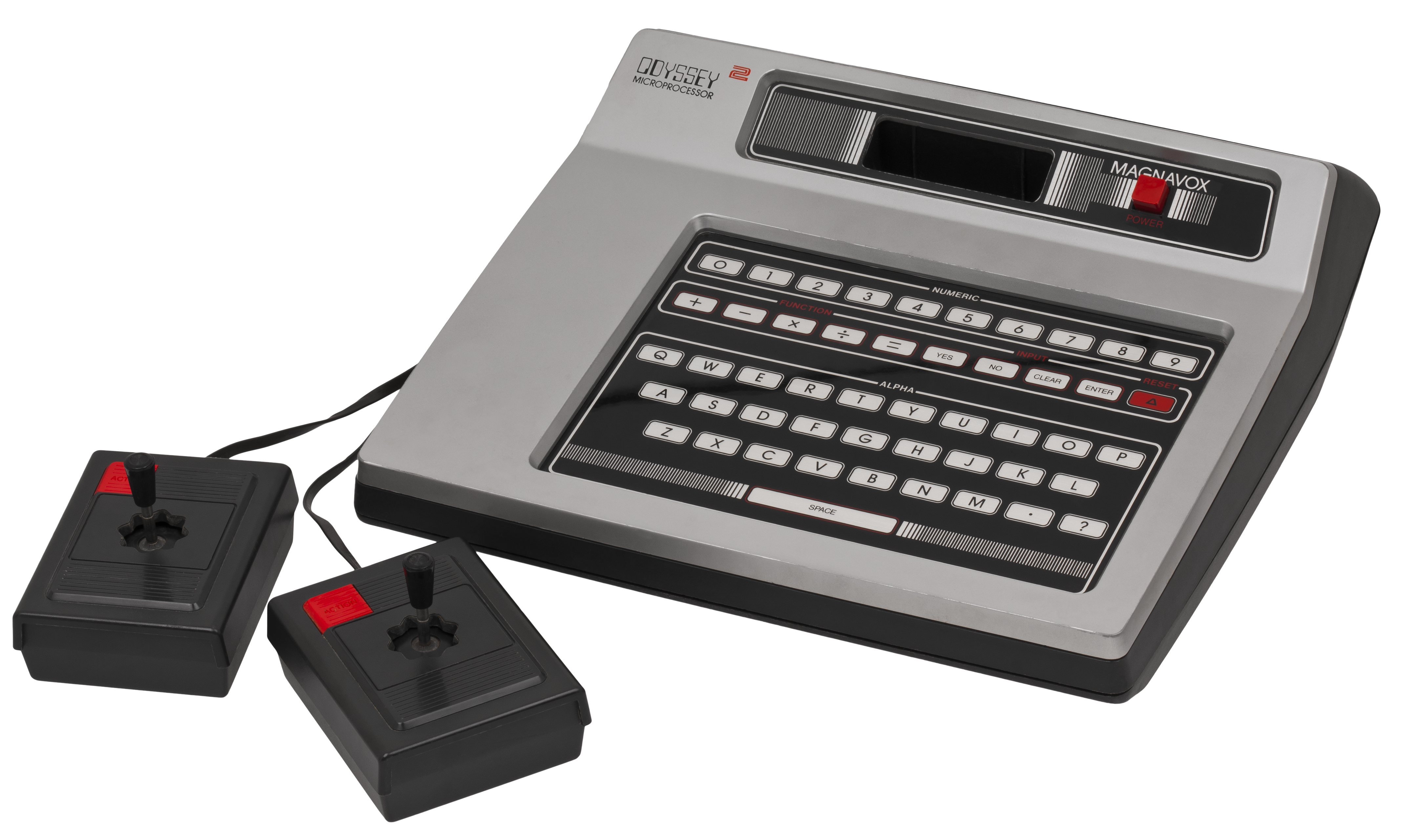
Magnavox Odyssey²

В первой модели Odyssey, картридж представлял собой по сути плату со схемой перемычек, включающих одну из встроенных в приставку игр, которых было 10 в европейской/азиатской и 12 в американской версии приставки. Odyssey², следуя за Fairchild Channel F и Atari 2600, использовал картриджи с программируемым ПЗУ. С этим улучшением, каждая новая игра предлагала действительно новые ощущения, новую графику, геймплей, звук и свои правила игры. Потенциал приставки стал намного больше: каждая новая игра теперь продавалась отдельно, игрок мог теперь составить собственную коллекцию игр, которая соответствует его собственным интересам. В отличие от многих систем того времени, Odyssey² имела полноценную буквенно-цифровую мембранную клавиатуру, которую предполагалось использовать для выбора опций, обучающих игр и программирования.
Odyssey² использовал дизайн джойстика, ставший стандартным в 1970-х — начале 1980-х: первоначально с приставкой поставлялся серебристый контроллер среднего размера, с квадратным основанием, ручка контроллера двигалась в 8-ми направлениях; этот джойстик подключался к консоли через разъём. Более поздние версии поставлялись с подобным контроллером чёрного цвета, который был уже жёстко привязан к приставке. В верхней части основания контроллера располагалась одна кнопка действия, серебристая в первоначальной версии и красная в чёрной модели.
Одной из сильнейших сторон приставки был модуль синтеза речи, который выпускался в качестве дополнительного модуля для речевых/музыкальных/звуковых эффектов.

## Игры
На консоли почти не вышло игры от сторонних разработчиков, в итоге консоль получила около 80 игр. Последними играми являются выпущенные эксклюзивно в Бразилии в 1985 году авиасимуляторы Air Battle и Comando Noturno!